# Bégon de Paris
Pour les articles homonymes, voir Bégon.
Bégon de Paris (v. 755/760-28 octobre 816) est comte de Paris, comte de Toulouse et marquis de Septimanie (Maison des Girardides).

## Biographie
Bégon est le fils du comte Gérard Ier de Paris. Il a pour frères les comtes Étienne de Paris (v.754 - † 811/815) et Leuthard Ier de Paris († vers 813), et pour sœur Ava (Aba) de Morvois v 778- † 8 novembre 839.[réf. nécessaire]
Vers 806, il épouse Alpaïs,, (793/794 - † 23 juillet 852 ou après), fille de l'empereur Louis le Pieux ou, plus vraisemblablement, fille illégitime de Charlemagne et de l'une de ses nombreuses concubines. Il a les enfants suivants :
- Le futur comte Leuthard II de Paris ;
- Eberhard ;
- selon Maurice Chaume et selon Michael Mitterauer, une fille Engeltrude qui épouse Unroch Ier, cte en Alémanie et duc du Frioul ;
- probablement Landrade, qui épouse le comte Donat Ier de Melun (v.790 - † ap.858/av.871)[5], et ont comme enfants[6] :
  - Gosselin (ou Gozlin), comte de Bassigny,
  - Gontier,
  - Hugues,
  - Waltrude,
  - Robert, évêque du Mans,
  - Boson ;
- Suzanne qui épouse le comte Vulfard de Flavigny avec lequel elle a pour enfants :
  - Le futur archevêque Vulfard de Bourges (liste des archevêques de Bourges),
  - Le futur comte Vulgrin Ier d'Angoulême,
  - Le futur comte Adalhard de Paris (vers 830 - † ap. 890), père d'Adélaïde de Frioul, reine de France par mariage avec le roi Louis II de France,
  - Hilduin, abbé de l'abbaye de Saint-Denis,
  - Ymo ou Immo,
  - Hildeburge.

Il est nommé chambrier du roi Louis d'Aquitaine (et futur empereur d'Occident 814-840, fils de Charlemagne).
À partir de 806, il devient comte de Toulouse et marquis de Septimanie dont il contrôle la marche en remplacement de Guillaume de Gellone.
En 815, il succède à son frère Étienne de Paris au titre de comte de Paris et contribue à la prospérité de l'abbaye Saint-Pierre-du-Fossé.
Il meurt le 28 octobre 816. Son frère Leuthard Ier de Paris lui succède comme comte de Paris.